# 乌拉盖戈壁
乌拉盖戈壁也称乌拉盖高壁、索林诺尔，位于中华人民共和国内蒙古自治区锡林郭勒盟东乌珠穆沁旗南部的一个内陆微咸水湖泊。湖呈椭圆形，东北至西南长约29千米，西北至东南宽约11千米。湖面面积215.92平方千米，水面高程824米，水深7～8米，pH值9.5，矿化度5.5克每升。湖泊周围有2～7千米宽的沼泽地，特别是湖泊的东北面70多千米长的范围内，有连续的沼泽地和小湖泊，这些沼泽地及湖泊，有的是淡水，有的是碱水，均起调节水量的作用。乌拉盖戈壁是内蒙古高原较大的一个湖泊，其周边地区已开辟为乌拉盖湿地自然保护区。
自2004年以来，由于乌拉盖河上游截断水源发展矿业及附属产业，乌拉盖湿地已干涸。